# Colli di Scandiano e di Canossa Marzemino
Il Colli di Scandiano e di Canossa Marzemino è un vino DOC la cui produzione è consentita nella provincia di Reggio Emilia.

## Caratteristiche organolettiche
- colore: rosso rubino, con densità ottica a 520 nm. da 3, 00 a 4, 50
- odore: caratteristico
- sapore: pieno, di corpo, dolce, amabile, abboccato, secco

Possono essere inserite in etichetta le indicazioni "frizzante", "novello" e "passito".

### Frizzante
Prevede la presenza di una spuma "vivace, evanescente".

### Novello
Il "novello" si differenzia per l'estratto secco, pari al 18‰, e soprattutto per le caratteristiche organolettiche:
- colore: rosso
- odore: vinoso, intenso, fruttato
- sapore: gradevole, tranquillo

### Passito
Il passito prevede una resa massima di 10 tonnellate di uva per ettaro, l'16% di titolo alcolometrico, un'acidità totale di 4,5 g/l, un estratto secco minimo del 27,0‰ g/l. Ovviamente le caratteristiche organolettiche sono sensibilmente differenti:
- colore: rosso intenso
- odore: fragrante caratteristico
- sapore: dolce ed equilibrato

## Produzione
Provincia, stagione, volume in ettolitri
- Reggio Emilia  (1996/97)  163,1